# Liga Narodowa
Liga Narodowa – tajna trójzaborowa organizacja polityczna działająca w latach 1893–1928, będąca ośrodkiem dyspozycyjnym ruchu narodowo-demokratycznego.

## Historia

### Początki (okres „mgławicowy” endecji)
W latach 1886–1893 wśród polskiej inteligencji demokratycznej dyskutowano o społeczeństwie polskim, jego przyszłości i modernizacji. Ścierały się postawy epigonów romantyzmu i przedstawicieli pozytywizmu. Tym, co było wspólnym mianownikiem dla tak różnorodnych środowisk były: demokratyzm i pragnienie modernizacji narodu. Szczególną rolę wartości te odgrywały w środowisku publicystów Głosu, wśród których byli: Jan Ludwik Popławski, Aleksander Więckowski, Józef Hłasko, Józef Karol Potocki, Wacław Nałkowski, Ludwik Krzywicki, a później także Roman Dmowski, Władysław Reymont, Kazimierz Przerwa-Tetmajer, Jan Kasprowicz i Stefan Żeromski. Politycznie ludzie ci byli zróżnicowani, ale – prócz demokratyzmu – łączyło ich pragnienie emancypacji chłopów, robotników i kobiet, co podkreślało postępowość tego środowiska. Do podobnych wartości odwoływała się redakcja Przeglądu Społecznego, który wydawał Bolesław Wysłouch, a z którym współpracowali: Bolesław Limanowski, Zygmunt Balicki, Kazimierz Dłuski, Zygmunt Heryng, Erazm Kobylański, Aleksander Zawadzki, Józef Uziębło. Środowisko to wpłynęło na powstanie ruchu ludowego. W tym okresie te bardzo różnorodne środowiska łączyła powstała w 1887 Liga Polska.

### Powstanie Ligi Narodowej
Po przejęciu kierownictwa w Lidze Polskiej przez działaczy skupionych wokół Romana Dmowskiego i utworzeniu w jej miejsce 1 kwietnia 1893 Ligi Narodowej – to właśnie ta nowa struktura stała się podstawą funkcjonowania nowego obozu politycznego – Narodowej Demokracji.
W 1894 roku z okazji setnej rocznicy insurekcji kościuszkowskiej Liga Narodowa zorganizowała szereg manifestacji w całym kraju. Po nabożeństwie w archikatedrze warszawskiej 17 kwietnia kilka tysięcy osób udało się pod dom Jana Kilińskiego. Demonstracja ta pociągnęła za sobą liczne aresztowania, w więzieniu znalazła się m.in. prawie cała redakcja Głosu.
W konspiracji kierowana z zaboru austriackiego przez Romana Dmowskiego, przedstawiciela skrzydła narodowego. Jej celem było kształtowanie nowoczesnego narodu polskiego – silnego, gotowego oprzeć się innym narodom i realizującego własną misję dziejową. Charakteryzowało ją dążenie do utworzenia jednolitego narodowo państwa. Liga negowała walkę klasową. Za zagrożenie uważała działalność mniejszości narodowych. Piętnowała ucisk władz rosyjskich, krytykowała obóz ugodowców za ich lojalizm wobec Rosji. Jej działacze odzyskanie niepodległości pojmowali jako cel dalekosiężny. Organizacja ta wydawała we Lwowie „Przegląd Wszechpolski”.
Jej przedstawiciele wzięli udział w konferencji partii opozycyjnych i rewolucyjnych Rosji w Paryżu w 1904 roku.
W latach 1908–1911 z powodu prorosyjskiego kursu Dmowskiego dochodzi do rozłamów (tzw. Fronda i Secesja).
Dokładna data rozwiązania Ligi nie jest znana. Według wspomnień Stanisława Kozickiego miało to miejsce w 1927 roku, według relacji Romana Dmowskiego w kwietniu 1928 roku. Rozwiązana organizacja została zastąpiona nowym tajnym stowarzyszeniem o nazwie „Straż”.